# Sverigefinska skolan i Stockholm

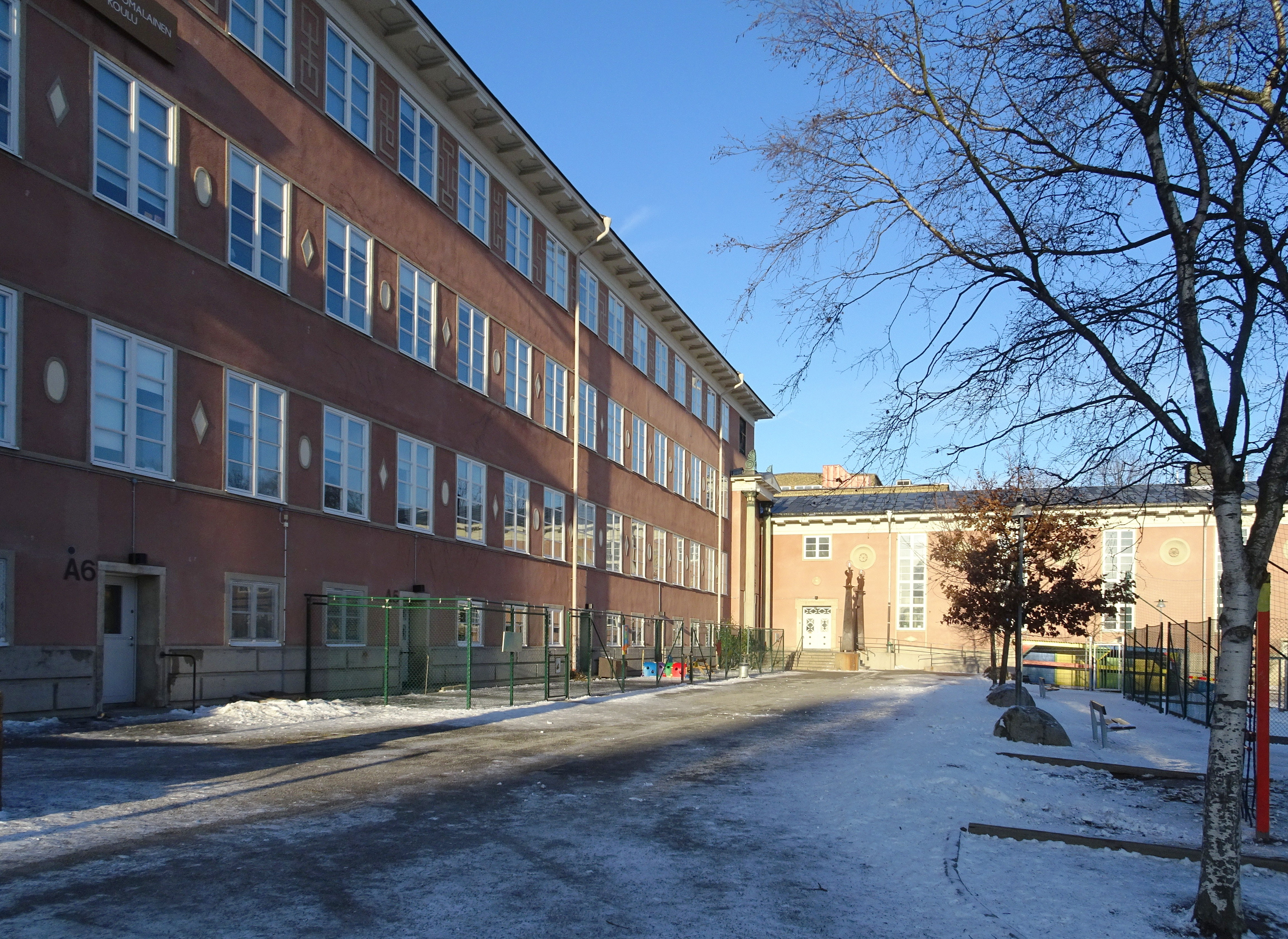
Sverigefinska skolan, januari 2018. Klassrumslängan syns till vänster och samlingssalslängan rakt fram.

Sverigefinska skolan i Stockholm är en fristående grundskola i Stockholm belägen vid Fridhemsgatan 17–19 intill Fridhemsplan på Kungsholmen. Skolan har undervisning från förskoleklass till årskurs nio samt grundsärskola och dess inriktning tvåspråkighet (finska, svenska) och tillhörighet i finsk, svensk samt sverigefinsk kultur. Skolan har cirka 400 elever.
Skolbyggnaden vid Fridhemsplan ritades 1925 av arkitekt Georg A. Nilsson och är blåklassad av Stadsmuseet i Stockholm, vilket innebär att bebyggelsen har "synnerligen höga kulturhistoriska värden" motsvarande fordringarna för byggnadsminnen. Byggnaden ägs och förvaltas av kommunalägda Skolfastigheter i Stockholm AB SISAB. 
Sverigefinska skolan i Stockholm flyttade in i byggnaden 1993 efter att från sin start läsåret 1990/1991 funnits vid Finn Malmgrens väg 11.

## Tidigare verksamhet i byggnaden
Skolbyggnaden vid Fridhemsplan invigdes 1927 och kallades då Stockholms stads norra kommunala mellanskola eller enbart Norra kommunala mellanskolan. Så hette skolan från 1925-1951. Därefter blev skolan en samrealskola och skolan var från 1951 Sankt Görans samrealskola och hette så fram till 1964, då den sista klassen avgick med realexamen. 
Från 1970 till 1987 inrymdes Fridhemsplans vuxengymnasium (1970-1971 benämnd S:t Görans vuxengymnasium) i byggnaderna, där skolan fram till 1983 var en filial till Sveaplans vuxengymasium.  Denna skola var en fortsättning av Stockholms stads handelsskola som fanns i grann byggnaden som senare kom att användes av Kungsholmens grundskola.

## Byggnadshistorik

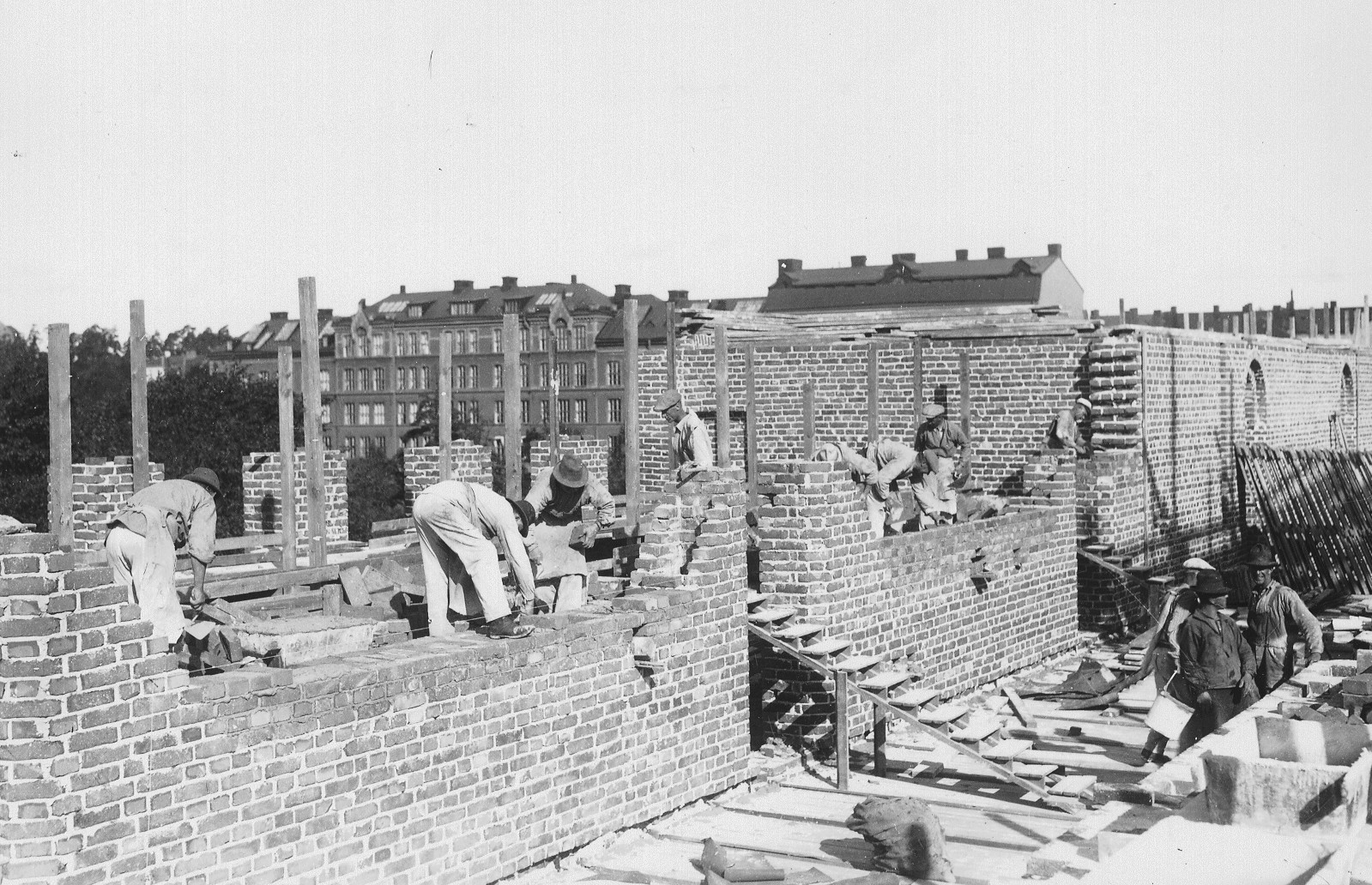
Skolan under uppförande, 1926.

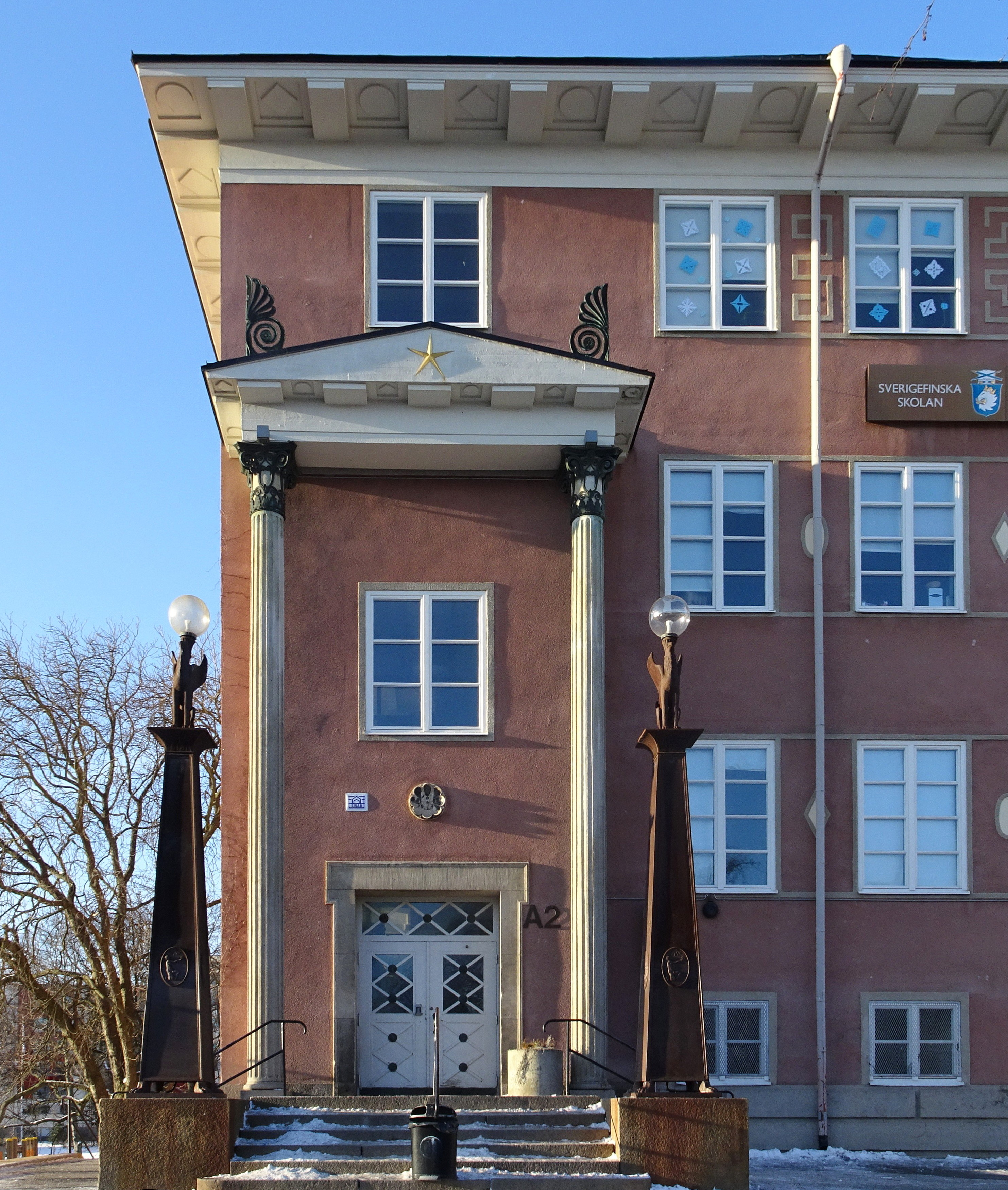
Södra sidoentrén, 2018.

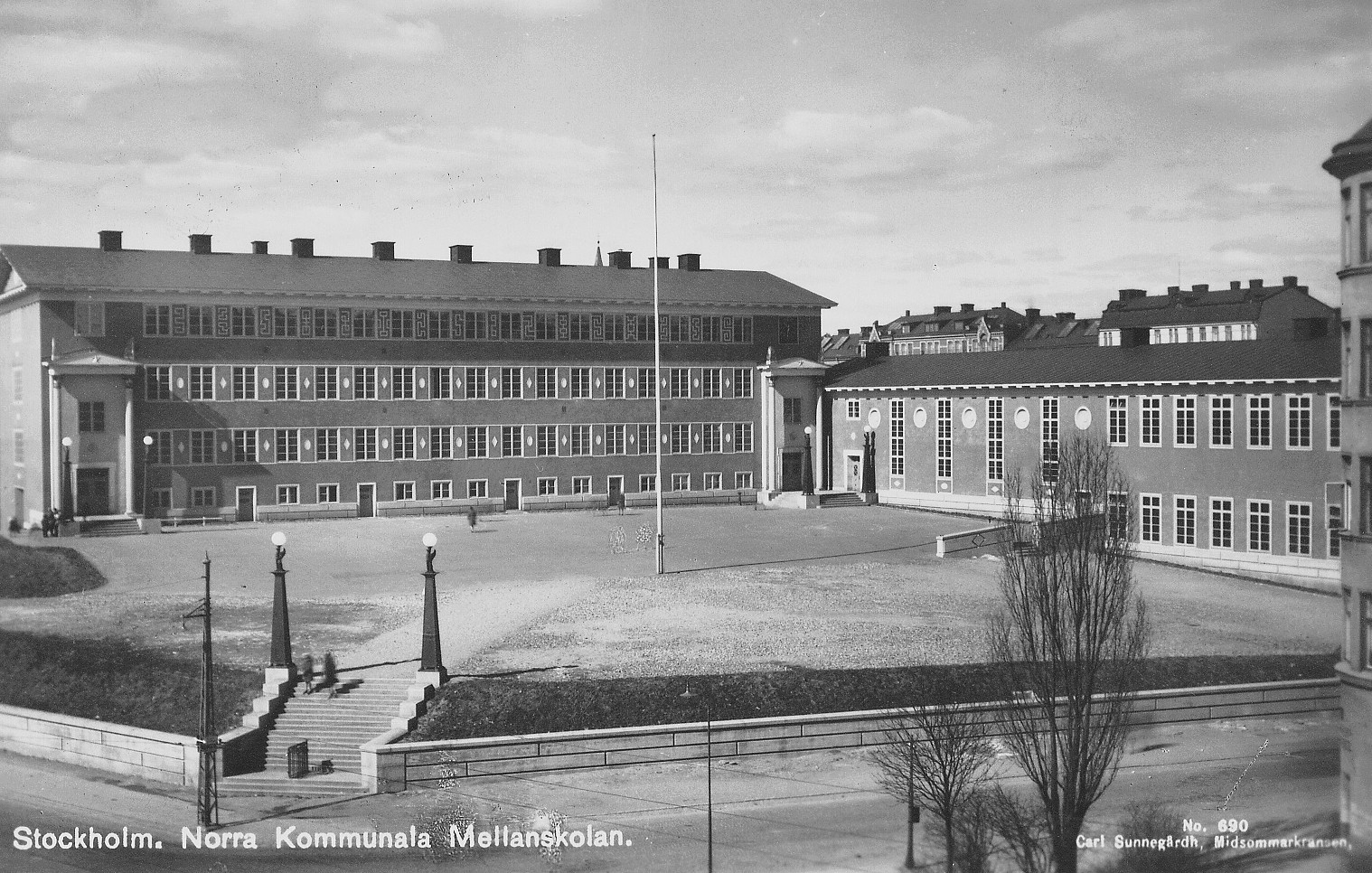
Skolan på 1930-talet.

Skolbyggnaden uppfördes mellan åren 1925 och 1927 på kvarteret Vallgossen som ligger i hörnet Drottningholmsvägen / Fridhemsgatan inte långt från Fridhemsplan. Arkitektuppdraget gick till Georg A. Nilsson, en av dåtidens främste skolarkitekt i Sverige. Den monumentala vinkelbyggnaden har fyra respektive två våningar och gestaltades ”i en ganska egensinnig” tillämpning av svensk 1920-talsklassicism, som arkitekturskribenten Olof Hultin uttrycker det. 
Byggnaden för Norra kommunala mellanskolan i Stockholm var en av de första som bröt med den gamla, symmetriska läroverksarkitekturen. Georg Nilsson delade upp byggnaden i två vinkelställda längor med huvudentrén i inre vinkeln. Den västra, högre längan innehåller lärosalarna placerade längs med en mittkorridor medan den norra längan reserverades för bland annat samlings- och skrivsalen samt gymnastiksalen. Konceptet övertogs några år senare av Paul Hedqvist och David Dahl för bland annat Katarina realskola. Båda entréerna inramas av extrem höga kolonner med kapitäler i korintisk ordning som bär upp med akroterier smyckade frontoner. Över huvudentrén sitter skolklockan. 
Trapporna upp till entréerna flankeras av höga kandelabrar som formgavs av Georg Nilsson och tillverkades av Näfvekvarns styckebruk i obehandlat gjutjärn. De kröns av bevingade fabeldjur och smyckas på sidorna av klassicerande, figurativa reliefer. Ursprungligen nåddes skolgården via en bred fritrappa från gathörnet Drottningholmsvägen / Fridhemsgatan, även här fanns gjutjärnskandelabrar av samma utförande.
Skolhuset är en putsad tegelbyggnad och avfärgat i gammalrosa kulör. Mellan fönstren märks ljusa putsrosetter respektive grafiska klassicerande mönster. Byggnaden har en tydlig horisontell verkan genom sin fasadkomposition med de långa fönsterraderna och de flacka sadeltaken med markerade taksprång. I början av 1960-talet renoverades och moderniserades skolbyggnadens interiör efter ritningar av arkitekt Yngve Alvå.
I kvarteret mer norr om denna byggnad finns Kungsholmens grundskola vars första skolbyggnad uppfördes 1947 med Paul Hedqvist som arkitekt. 

## Bilder

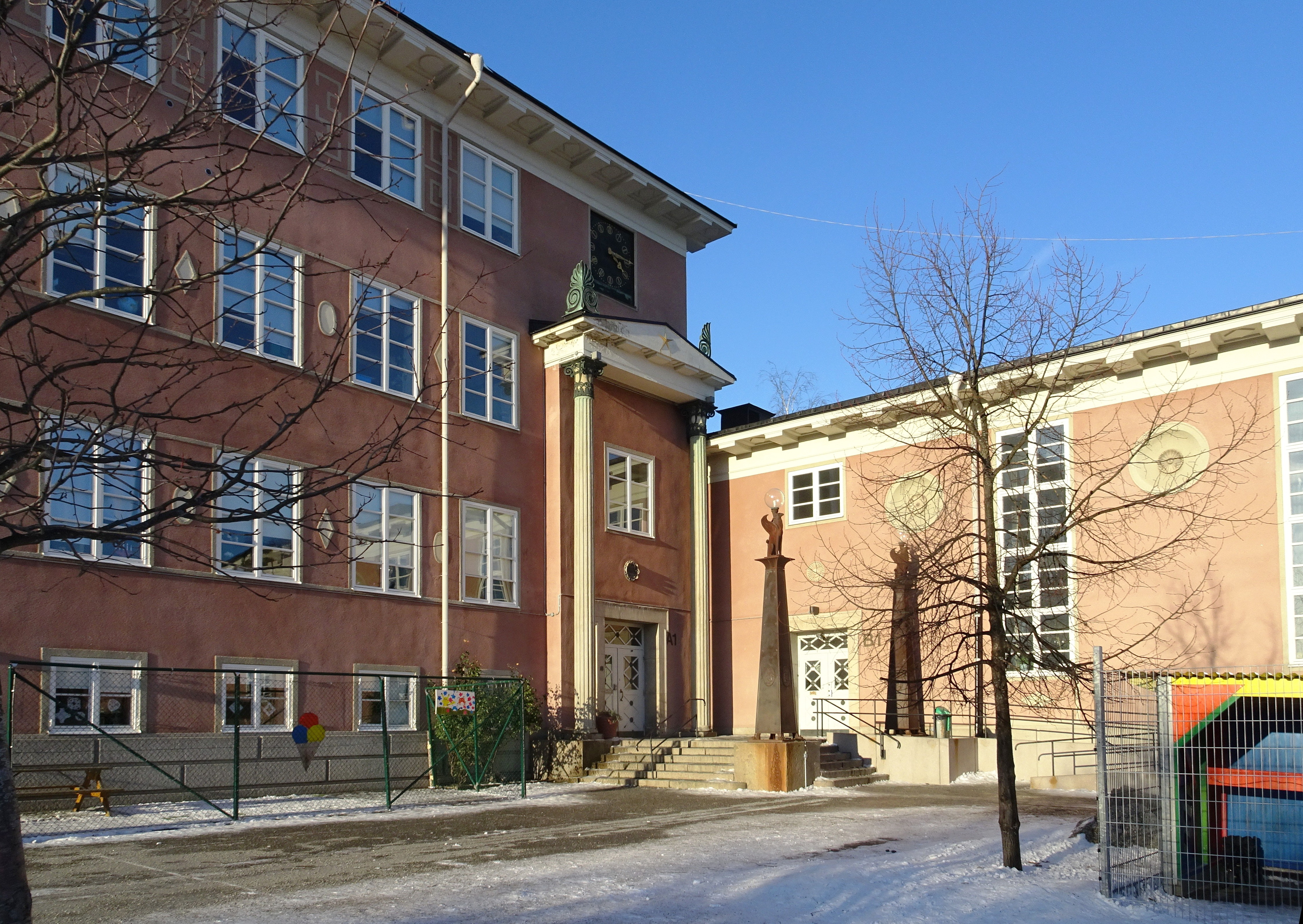
Skolgården och huvudentrén.
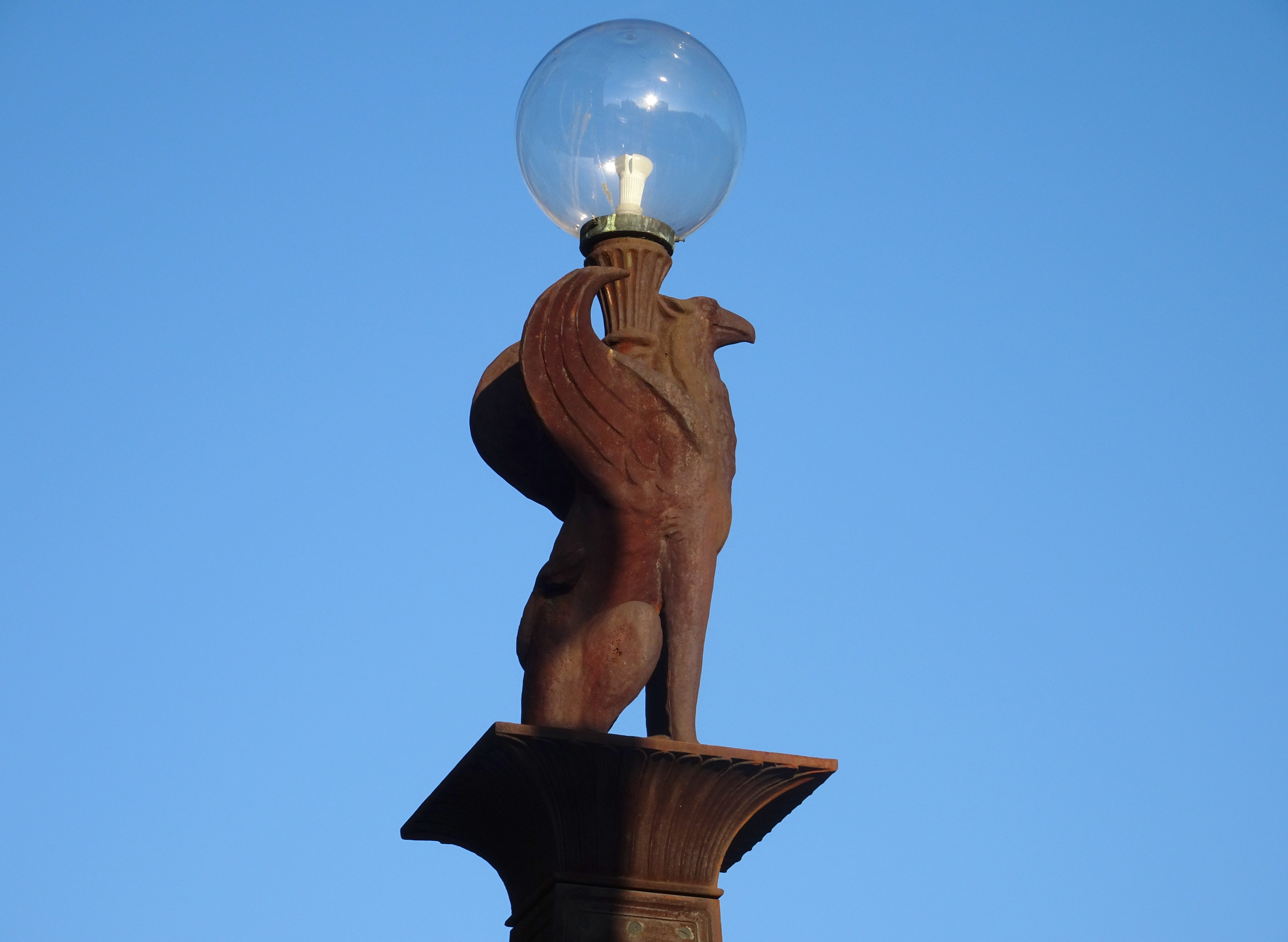
Kandelaber, fabeldjur.
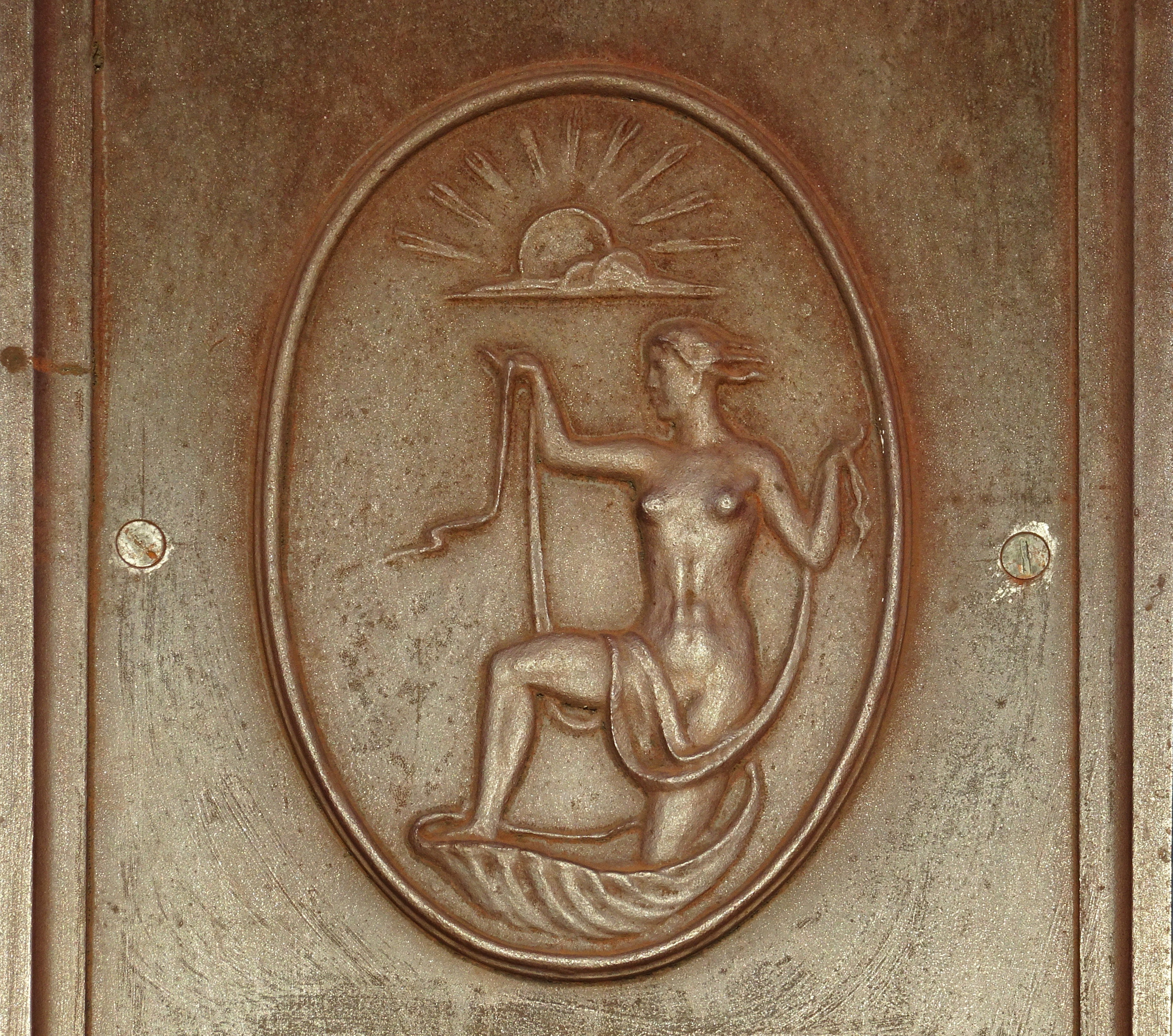
Kandelaber, relief.
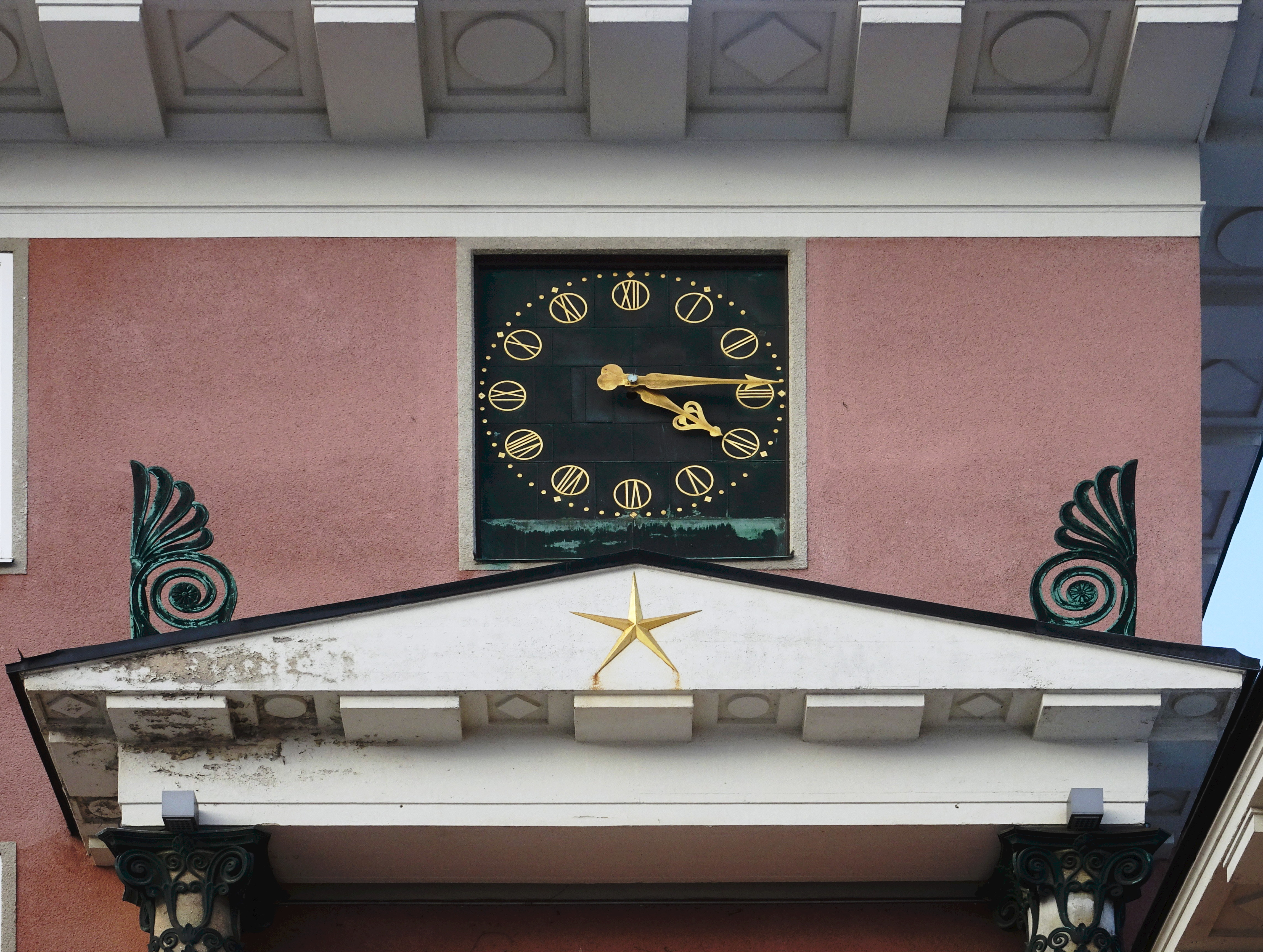
Fronton och klocka över huvudentrén.
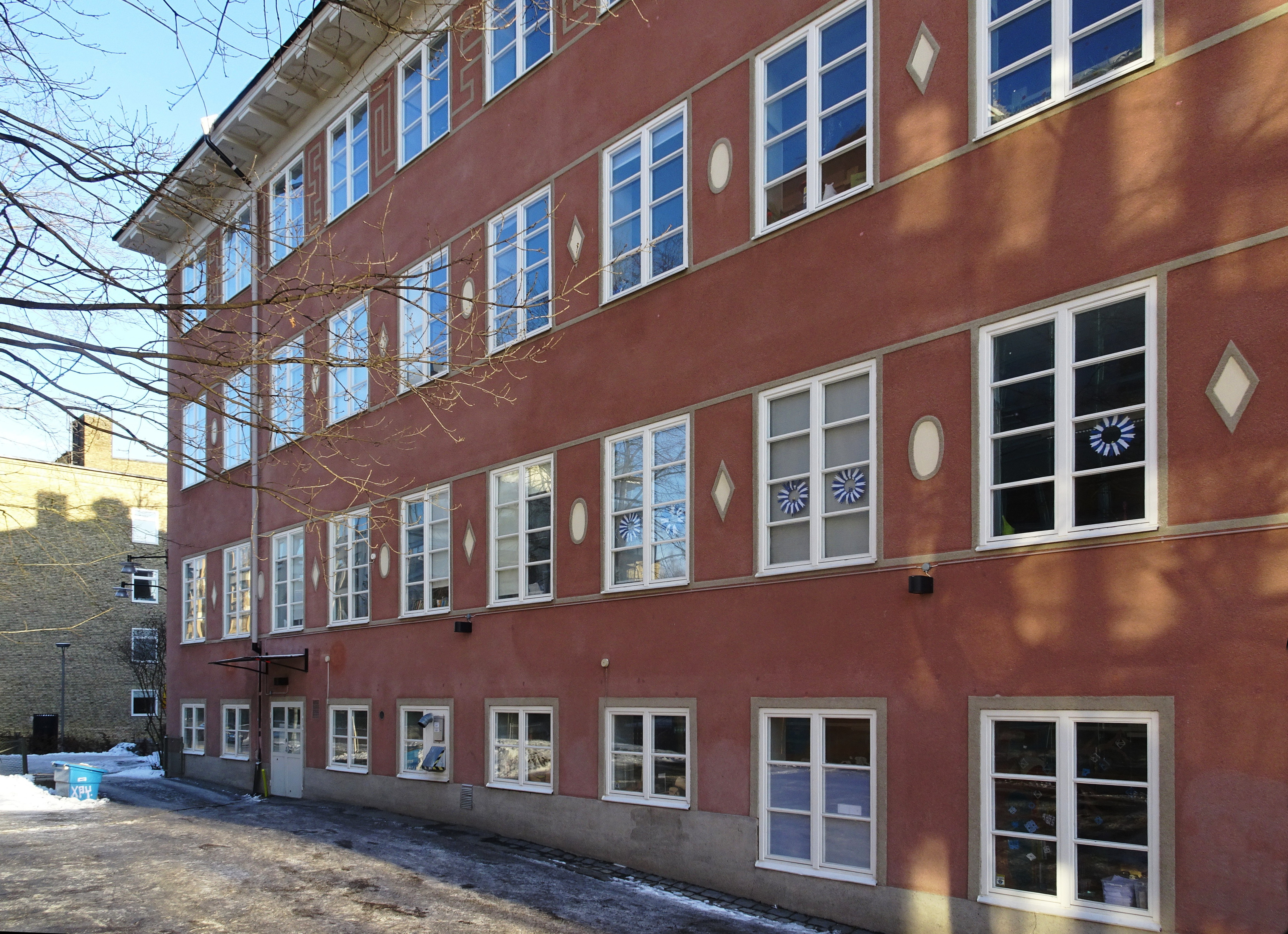
Klassrumslängan mot väster.